# Александра Даддаріо
Александра Анна Даддаріо (англ. Alexandra Anna Daddario; нар. 16 березня 1986) — американська акторка угорсько-італійського походження.

## Біографія
Народилася 16 березня 1986 року в місті Нью-Йорк (США) в сім'ї юристів. Має сестру Кетрін і брата Меттью. У віці 16 років Даддаріо переходить зі школи Бірлі до Професійної дитячої школи в Нью-Йорку для того, щоб зосередитись на кар'єрі акторки. Також навчалась у коледжі Мерімаунт Манхеттен і вивчала акторську техніку Мейснера.

## Кар'єра
Дебютувала в кіно у 2002 році в серіалі «Всі мої діти».
Її першою великою роллю стала Аннабет Чейз у фантастичному пригодницькому фільмі «Персі Джексон та Викрадач блискавок». Вона також грала постійну роль Кейт Моро, коханої Ніла Кеффрі, у детективному телесеріалі «Білий комірець» на каналі «USA Network». У 2011 році з'явилася в комедійному фільмі «Безшлюбний тиждень» і мала постійну роль Рейчел у комедійно-драматичному серіалі «Батьківство» на каналі «NBC».
У 2012 році Даддаріо знялася в кліпі на пісню «Radioactive» гурту Imagine Dragons, який перевищив 1 мільярд переглядів на YouTube. Вона з'явилася в епізоді ситкому «У Філадельфії завжди сонячно» телеканалу FX, в якому вона зобразила Рубі Тафт. У 2013 році заграла головну роль Хізер Міллер у фільмі «Техаська різанина бензопилою». У серпні того ж року Даддаріо повторила роль Аннабет Чейз у фільмі «Персі Джексон: Море чудовиськ».
У січні 2013 року отримала роль у першому сезоні серіалу «Справжній детектив», в якому вона з'явилася лише у чотирьох серіях в ролі Лізи Трагнетті, судової репортерки, яка має позашлюбний зв'язок з одним із головних героїв; її оголена сцена з Вуді Гаррельсоном привернула багато уваги. Наступного року вона зіграла головну роль Блейк Гейнс у фільмі-катастрофі «Розлом Сан-Андреас» і з'явилася в епізодичній ролі в пілотному випуску комедійного серіалу «Остання людина на Землі» на каналі Fox. Того ж року з'явилася в «Американська історія жаху: Готель», зобразивши вигадану версію дизайнерки Наташі Рамбової.
У 2016 році Александра Даддаріо зіграла роль другого плану в романтичній комедії «Вибір» Ніколаса Спаркса. Згодом знялася з Двейном Джонсоном в ремейку «Рятувальників Малібу» у ролі Саммер Квін. Того ж року взяла участь у зйомках у комедії «Пересадка» режисера Вільяма Мейсі.
У 2018 році з'явилася в кліпі на пісню «Wait» гурту «Maroon 5». Даддаріо знялася в епізодичній ролі аквалангістки у фільмі «Ремпейдж», але сцени з її участю були вирізані з остаточної версії фільму. Згодом зіграла роль Констанс Блеквуд у фільмі «Ми завжди жили в замку», екранізації однойменного роману-трилера Ширлі Джексон. Пізніше взяла участь в зйомках в психологічного трилера «Номіс», прем'єра якого відбулася на кінофестивалі в Лос-Анджелесі 28 вересня 2018 року. У 2019 році знялась зразу у двох фільмах, романтичній комедії «Чи вмієш ти зберігати секрети?», заснованій на однойменному романі Софі Кінселли, та трилері жахів «Ми закликаємо темряву» режисера Марка Меєрса.
У 2020 році озвучила Лоїс Лейн у супергеройському анімаційному фільмі «Супермен: Людина майбутнього» та знялася в фільмі «Загублена у Токіо». Вона також з'явилася у фільмі «Пташка у клітці», першому фільмі, знятому в Лос-Анджелесі під час пандемії COVID-19.
У 2021 році з'явилася в соціальному сатиричному серіалі HBO «Білий лотос» і фільмі «Кохання, пристрасть та стволи». За свою гру в першому отримала широке визнання критики разом з рештою акторського складу, а «The Hollywood Reporter» заявив, що її гра "повинна переосмислити те, як її бачать глядачі та кастинг-директори".
У 2022 році Даддаріо знялася у історії дорослішання «Польова квітка». З початку 2023 року знімається в серіалі «Мейфейрські відьми» каналу AMC, заснованому на серії романів Енн Райс «Життя відьом з Мейфея».

## Особисте життя
Приблизно з 2020 року у стосунках з продюсером Ендрю Формом. 2 грудня 2021 року вони оголосили про заручини. У червні 2022 року одружилися. У жовтні 2024 року народила дитину. 

## Підтримка України
Під час повномасштабного російського вторгнення в Україну акторка підтримала Україну у своєму «Instagram». Александра Даддаріо опублікувала пост з координатами благодійної організації, додавши хештег «я за Україну».

## Фільмографія
| Рік       |    | Українська назва                                            | Оригінальна назва                                                  | Роль                                                |
| --------- | -- | ----------------------------------------------------------- | ------------------------------------------------------------------ | --------------------------------------------------- |
| 2021      | с  | Білий лотос                                                 | The White Lotus                                                    | Рейчел Паттон (6 епізодів)                          |
| 2021      | ф  | Кохання, пристрасть та стволи                               | Die in a Gunfight                                                  | Мері Раткарт                                        |
| 2021      | с  | Дівчина за викликом                                         | The Girlfriend Experience                                          | Тауні (4 епізоди)                                   |
| 2020      | ф  | Пташка в клітці                                             | Songbird                                                           | Мей                                                 |
| 2020      | ф  | Одна ніч у Сан-Дієго                                        | 1 Night in San Diego                                               | Келсі                                               |
| 2020      | ф  | Загублена в Токіо                                           | Lost Girls & Love Hotels                                           | Маргарет                                            |
| 2020      | мф |                                                             | Superman: Man of Tomorrow                                          | Лоїс Лейн (голос)                                   |
| 2019      | кф |                                                             | Bootstraps: Whenever You're Around                                 | молода жінка                                        |
| 2019      | с  | Чому жінки вбивають                                         | Why Women Kill                                                     | Джейд / Айрін Табачник (10 епізодів)                |
| 2019      | ф  | Чи вмієш ти зберігати секрети?                              | Can You Keep a Secret?                                             | Емма Корріган                                       |
| 2019      | ф  |                                                             | Lost Transmissions                                                 | Дана Лі                                             |
| 2019      | ф  | Ми закликаємо темряву                                       | We Summon the Darkness                                             | Алексіс                                             |
| 2018      | ф  | Номіс                                                       | Nomis                                                              | Рейчел                                              |
| 2018      | ф  | Ми завжди жили в замку                                      | We Have Always Lived in the Castle                                 | Констанс Блеквуд                                    |
| 2018      | ф  | Коли ми зустрілися вперше                                   | When We First Met                                                  | Ейвері                                              |
| 2018      | кф |                                                             | Maroon 5: Wait (відео)                                             |                                                     |
| 2017      | с  |                                                             | Do You Want to See a Dead Body?                                    | камео                                               |
| 2017      | ф  | Стоянка                                                     | The Layover                                                        | Кейт                                                |
| 2017      | ф  | Операція «Казино»                                           | The House                                                          | Корсіца                                             |
| 2017      | с  |                                                             | Logan Paul Summer Saga (мінісеріал)                                |                                                     |
| 2017      | ф  | Рятувальники Малібу                                         | Baywatch                                                           | Саммер Квін                                         |
| 2016      | ф  | Під кайфом у Брукліні                                       | Baked in Brooklyn                                                  | Кейт                                                |
| 2016      | мс | Робоцип                                                     | Robot Chicken                                                      | Тереза Джонсон / Лена (голоси)                      |
| 2016      | вг |                                                             | Marvel Avengers Academy                                            | Джанет Ван Дайн / Оса (голоси)                      |
| 2016      | ф  | Вибір                                                       | The Choice                                                         | Моніка                                              |
| 2016      | с  | Трудоголіки                                                 | Workaholics                                                        | Донна                                               |
| 2015      | с  | Американська історія жаху                                   | American Horror Story                                              | Наташа Рамбова (3 серії)                            |
| 2015      | кф | Обличчя без очей                                            | Faces Without Eyes                                                 | Айріс                                               |
| 2015      | ф  | Розлом Сан-Андреас                                          | San Andreas                                                        | Блейк Гейнс                                         |
| 2015      | вг |                                                             | Battlefield Hardline                                               | Д'юн Олперт (голос)                                 |
| 2015      | с  | Остання людина на Землі                                     | The Last Man on Earth                                              | Вікторія                                            |
| 2014      | с  | Новенька                                                    | New Girl                                                           | Мішель                                              |
| 2014      | ф  | Моя дівчина — зомбі                                         | Burying the Ex                                                     | Олівія                                              |
| 2014      | с  | Одружені                                                    | Married                                                            | офіціантка Еллі                                     |
| 2014      | с  | Справжній детектив                                          | True Detective                                                     | Ліза Траньєтті (4 епізоди)                          |
| 2013      | кф | Життя у текстових повідомленнях                             | Life in Text                                                       | Гейлі                                               |
| 2013      | ф  | Персі Джексон: Море чудовиськ                               | Percy Jackson: Sea of Monsters                                     | Аннабет Чейз                                        |
| 2013      | ф  | Техаська різанина бензопилою                                | Texas Chainsaw 3D                                                  | Гізер Міллер                                        |
| 2012      | кф |                                                             | Imagine Dragons: Radioactive (відео)                               | дріфтер                                             |
| 2012      | с  | У Філадельфії завжди сонячно                                | It's Always Sunny in Philadelphia                                  | Рубі Тафт                                           |
| 2011—2012 | с  | Батьківство                                                 | Parenthood                                                         | Рейчел (5 серій)                                    |
| 2011      | ф  | Безшлюбний тиждень                                          | Hall Pass                                                          | Пейдж                                               |
| 2009—2011 | с  | Білий комірець                                              | White Collar                                                       | Кейт (7 епізодів)                                   |
| 2010      | кф | Персі Джексон та Викрадач блискавок (видалені сцени, відео) | Percy Jackson & The Olympians: The Lightning Thief: Deleted Scenes | Аннабет Чейз                                        |
| 2010      | ф  | Разова робота                                               | Odd Jobs                                                           | Кессі Стетнер                                       |
| 2010      | ф  |                                                             | Bereavement                                                        | Елісон Міллер                                       |
| 2010      | ф  | Персі Джексон та Викрадач блискавок                         | Percy Jackson & the Olympians: The Lightning Thief                 | Аннабет Чейз                                        |
| 2005—2009 | с  | Закон і порядок: Злочинні наміри                            | Law & Order: Criminal Intent                                       | Ліза Вельслі (1 епізод) / Сюзі Армстронг (1 епізод) |
| 2009      | с  | Медсестра Джекі                                             | Nurse Jackie                                                       | молода жінка                                        |
| 2009      | с  | Життя на Марсі                                              | Life on Mars                                                       | «Реактивна дівчина» Емілі Ваєт                      |
| 2009      | с  | Сутичка                                                     | Damages                                                            | Лілі Арсено                                         |
| 2007      | в  | Горище (відео)                                              | The Attic                                                          | Ейва Стросс                                         |
| 2007      | ф  | Няньки                                                      | The Babysitters                                                    | Барбара Єйтс                                        |
| 2006      | тф | Збитки                                                      | Damages                                                            | Лілі Арсено                                         |
| 2004—2006 | с  | Закон і порядок                                             | Law & Order                                                        | Саманта Бересфорд (1 епізод) / Фелісія (1 епізод)   |
| 2006      | ф  | Найжаркіший штат                                            | The Hottest State                                                  | Кім                                                 |
| 2006      | кф |                                                             | Pitch                                                              | Алекс                                               |
| 2006      | с  | Клан Сопрано                                                | The Sopranos                                                       | «інша жінка»                                        |
| 2006      | с  | Помилкове звинувачення                                      | Conviction                                                         | Ванесса                                             |
| 2005      | ф  | Кальмар і кит                                               | The Squid and the Whale                                            | красуня                                             |
| 2002—2003 | с  | Усі мої діти                                                | All My Children                                                    | Лорі Льюїс (43 епізоди)                             |

## Номінації і нагороди
| Рік  | Нагорода              | Категорія                       | Робота                             | Результат |
| ---- | --------------------- | ------------------------------- | ---------------------------------- | --------- |
| 2017 | Golden Schmoes Awards | Best T&A of the Year            | Рятувальники Малібу                | перемога  |
| 2017 | Teen Choice Award     | Choice Movie Actress: Comedy    | Рятувальники Малібу                | номінація |
| 2015 | Golden Schmoes Awards | Best T&A of the Year            | Розлом Сан-Андреас                 | номінація |
| 2015 | Teen Choice Award     | Choice Movie Actress: Action    | Розлом Сан-Андреас                 | номінація |
| 2013 | MTV Movie + TV Awards | Best Scared-As-Shit Performance | Техаська різанина бензопилою 3D    | номінація |
| 2010 | Teen Choice Award     | Choice Movie: Breakout Female   | Персі Джексон і Викрадач блискавок | номінація |